# Федерация баскетбола Туркменистана
Федерация баскетбола Туркменистана (туркм. Türkmenistanyň basketbol federasiýasy) — спортивная организация по баскетболу в Туркменистане.
Основана в 1998 году. Является членом Международной федерации баскетбола, её зоны «Азия», а также Национального олимпийского комитета Туркменистана. Ответственна за Мужскую и Женскую сборные Туркменистана по баскетболу, а также за молодёжные сборные.
Офис находится по адресу: Ашхабад, просп. Атамурата Ниязова, дом 243.